# 渔岛
21°40′25″N 108°20′49″E / 21.67362093270774°N 108.34708213806152°E
渔岛是广西壮族自治区防城河口的一个岛屿，位于防城港市境内。

## 地理
位于防城河口，面积12.44平方公里（第一次海岛调查时的面积）。

## 人口和行政
根据2000年人口普查结果，岛上有49,391人。行政上属于防城港市港口区，设渔洲坪街道、白沙万街道和7个社区。防城港市和港口区的政府原都驻在渔岛上。为给防城港的港口发展腾出地方，2002年防城港市政府决定整体北迁10公里，迁出渔岛。2007年2月2日，新的行政中心区正式启用。。